# アヌビスヒヒ
アヌビスヒヒ（学名：Papio anubis）は、オナガザル科に分類されるサルの一種。別名オリーブヒヒ、ドグエラヒヒ。ヒヒ属の中では最も広範囲に分布し、マリから東はエチオピア、タンザニアまで、アフリカの25ヶ国に分布している。サハラ砂漠の山岳地帯にも孤立した個体群が存在する。サバンナ、ステップ、森林に生息する。多様なコミュニケーションを用いており、複雑な社会構造が存在する。

## 形態

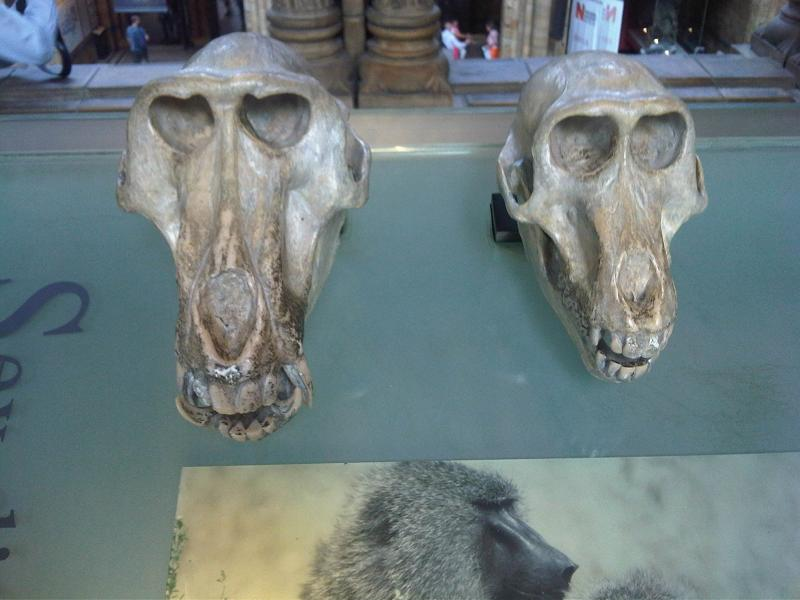
左が雄、右が雌の頭蓋骨

別名のオリーブヒヒは毛皮のオリーブ色に由来し、遠目には緑がかった灰色に見えることによる。近距離で見ると、1本1本の毛が黄褐色と黒の縞模様になっていることが分かる。顔の毛は粗く、濃い灰色から黒色である。この色は雌雄に共通しているが、雄は長いたてがみを持ち、背中に沿って徐々に短くなる。
たてがみの他に、雄は体重、体格、犬歯の大きさが雌と異なる。直立時の高さは平均的に雄で70cm、雌で60cmである。サルの中でも大型で、チャクマヒヒとマンドリルだけが同様の大きさになる。頭胴長は50 - 114cmで、平均では約85cmである。肩高は雌が平均55cmで、雄は平均70cmである。体重は平均的に10 - 37kgで、雄は平均24kg、雌は平均14.7kgである。雄では50kgにもなる個体もいる。
他のヒヒと同様に、アヌビスヒヒの鼻先は犬のように細長くなっている。38 - 58cm の長い尾と、四つ足で歩く姿から、犬のような印象を与える。種小名anibusはエジプト神話に登場する冥界の神アヌビスに由来し、別名のdoguera（ドグエラ）は「イヌに似た」を意味する。尾は基底の4分の1は直立しているが、その後は急激に垂れ下がるため、折れたようにも見える。臀部の毛が無い部分は、マントヒヒやギニアヒヒよりも小さい。アヌビスヒヒはほとんどのオナガザル科と同様、食べ物を貯蔵するための頬袋を持つ。

## 分布
アフリカ大陸の東海岸から西海岸にかけて、赤道付近の25か国に分布する。他のヒヒの分布域と重なっているため、分布の境界は正確ではない。分布の重なりにより、多くの場所で種間交雑が発生している。エチオピアではアヌビスヒヒとマントヒヒの間で交雑が一定数起こっている。キイロヒヒやギニアヒヒとの交雑も観察されているが、雑種はまだ十分に研究されていない。
アヌビスヒヒは、その広大な分布域の中でも、多様な環境で見ることができる。通常は広い草原に生息する。特に開けた森林の近くの草原は、生息地の大部分を占めているが、熱帯雨林や砂漠にも生息する。ウガンダとコンゴ民主共和国の密生した熱帯林にアヌビスヒヒの個体群が存在することが分かっている。

## 生態と行動

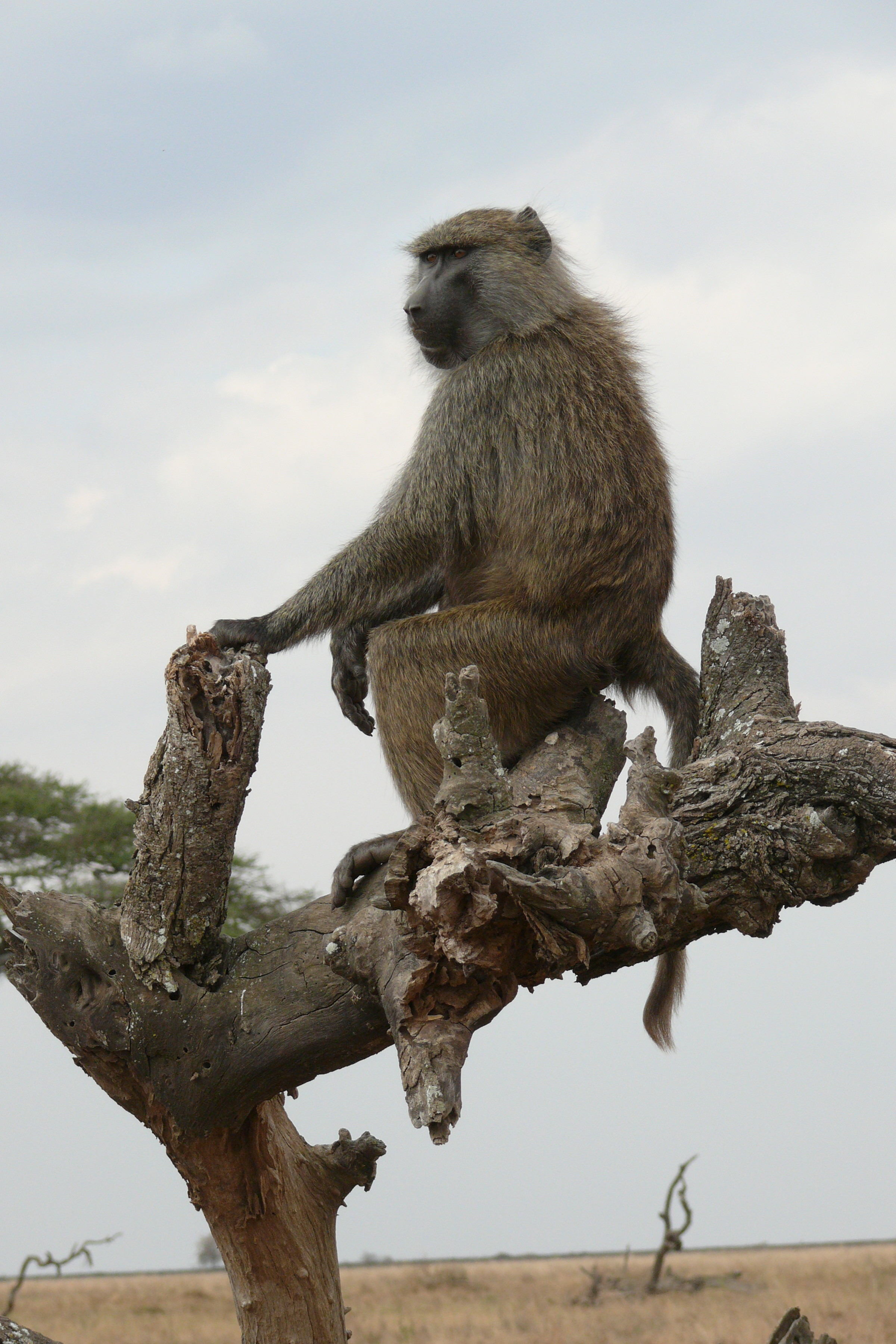
木に登って天敵の出現を警戒する

### 社会構造
群れを作って生活しており、その規模は15 - 150頭で、数頭の雄、多数の雌、そしてその子供からなる。各個体は、その優位性に応じて、群れの中に社会的順位を持っている。雌の優位性は血筋で決定し、娘は母親とほぼ同じ順位を持ち、成体の雌が群れの社会システムの中核を形成している。雌の親族は群れの中で独自の集まりを形成する。親族の雌はおおむね互いに友好的である。群れの中では、近くにいて互いの毛繕いをし、脅威と遭遇した場合は団結する傾向がある。雌の親族がこのような強い絆を形成するのは、生まれた群れから移住しないからである。
群れが大きすぎて資源をめぐる競争が問題となると、群れが分裂することがあるが、その場合でも母系のメンバーは一緒に行動する傾向がある。優位な雌は、より多くの食料、繁殖の機会、味方を獲得する。タンザニアでは、上位の雌はより短い間隔で生存率の高い幼児を出産し、その娘は下位の雌よりも早く成熟する傾向がある。これら上位の雌は流産の確率も高いようで、上位の母系の中には不可解なほど繁殖力が低いものもある。これは上位の雌にかかるストレスが原因であると考えられていたが、この説には異論がある。最近の研究では、上位の雌が雄からの攻撃を受けるリスクがあることが示されている。最近移住してきた雄は、自分と交尾していない雌を流産させ、自分の子供を早く妊娠させるために、雌を攻撃する。無事に生まれた子供がいる雌には、子供を守る味方の雄がいることが多いため、妊娠中の雌を攻撃する方がリスクが低いのである。

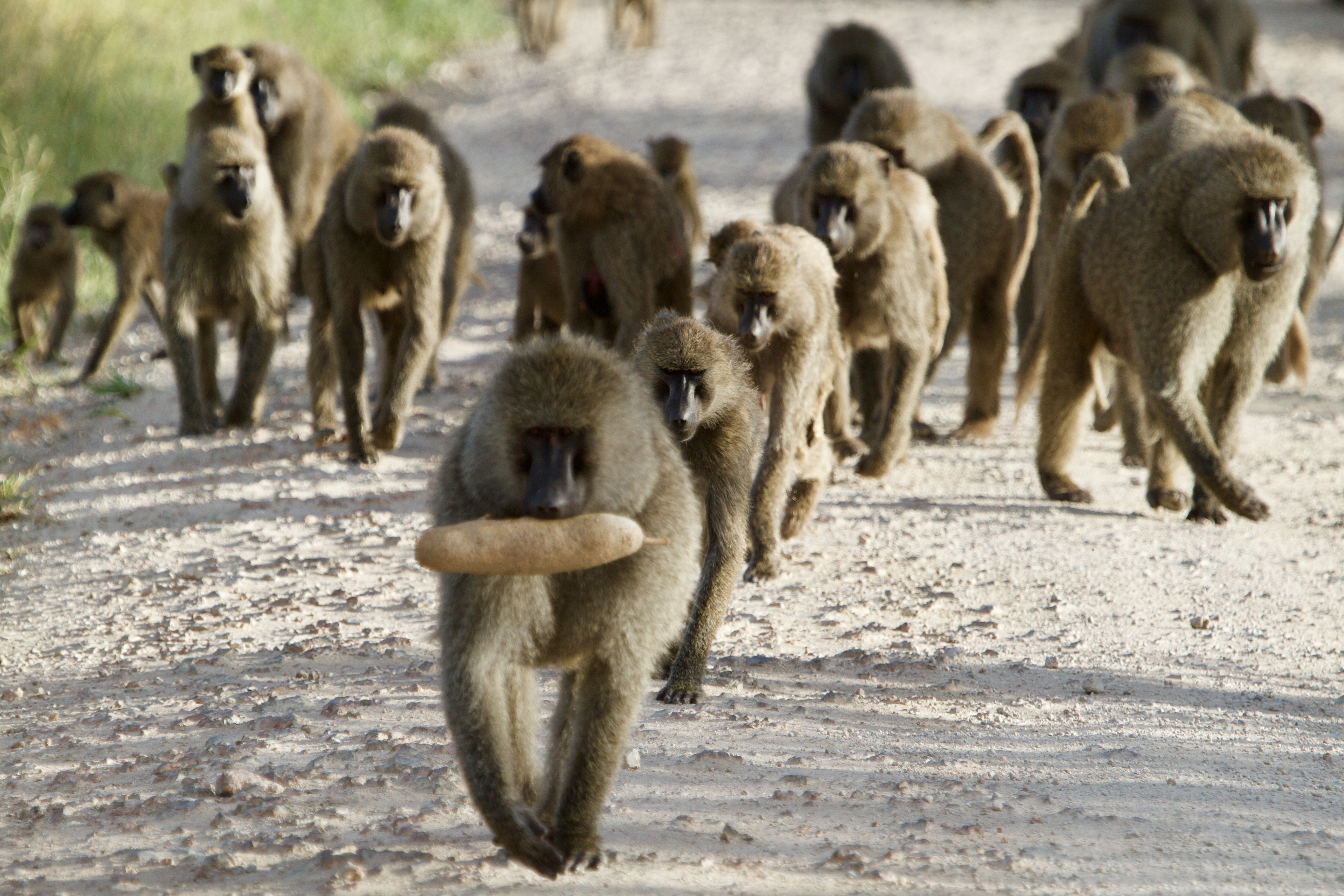
群れの様子

雌は群れの雄と長期にわたる社会的関係を築くことが多く、「friendship (友情)」と呼ばれる。これらの関係は雌雄両方に利益をもたらす。雄が新しい群れに移住してすぐにこのような関係が形成されるため、この関係から利益を得る。また、雄が群れに馴染むことが容易になる。さらに、将来その雌と交尾することになる可能性もある。雌は自身や子どもへの脅威から身を守ることができる。雄は時々関係のある雌の「子守り」をする。そうすることで、雌は子どもを運んだり見守ったりする負担なしに、自由に採餌を行うことができる。性的に受容的な雌と、新しく移住してきた雄は、このような友情を築くことができる。これらの関係は長続きすることもあり、ペアは毛づくろいをし、お互いに親密な関係を保つ。一緒に移動したり、餌を探したり、眠ったり、子育てをしたり、協力して他の個体と戦ったりもする。
社会的地位の高い雌は、一度に複数の雄と友情関係を築くこともある。こうした関係のもう一つの利点は、望まない雄のアプローチから身を守ることができることである。雄を好ましくないと思った雌は、友情関係のある雄に追い払うよう呼びかけるだけで、その雄を退けることができる。子殺しは雄の生殖戦略であるが、雌にとってはコストがかかる。子殺しは他のヒヒでは子供の主な死亡原因となっているが、アヌビスヒヒでは地位の高い雌が自分の子供を脅かす雄を簡単に退けることができるため、子供を狙った攻撃は生殖上不利となり、子殺しは少なくなる。これにより、雄のアヌビスヒヒが攻撃的な遭遇の際に子供を盾として使う理由も説明できる。
雄は雌よりも強力に優位性を確立する。雄は性成熟すると分散し、生まれた群れを離れて別の群れに加わる。成熟した雄は非常に競争心が強く、雌に近づくために戦う。優位性が高いということは、交尾の機会が増え、食料を早く得ることができることを意味するため、順位をめぐる争いが激しくなり、若い雄は常に地位を上げようとしている。雌は生涯同じ群れにとどまり、雄は他の群れに移住するため、新しい雄が優位性をめぐって年上の雄に挑戦することがよくある。年上の個体が社会的地位を落とすと、別の群れへ移動することが多い。年上の雄を追い落とした若い雄は、年上の雄を攻撃することが多い。年上の雄は、若い雄よりも支援的で対等な関係を築く傾向がある。年上の雄は若い雄に対抗するため、連合を形成する可能性がある。
アヌビスヒヒの群れは階層的であるにもかかわらず、集団での移動の方向を決める際には民主的であるように思われる。複数の個体がどの方向に進むかについて合意した場合、単に優位な個体に従うよりも、ヒヒ達は従う可能性が高くなる。

### 繁殖と子育て

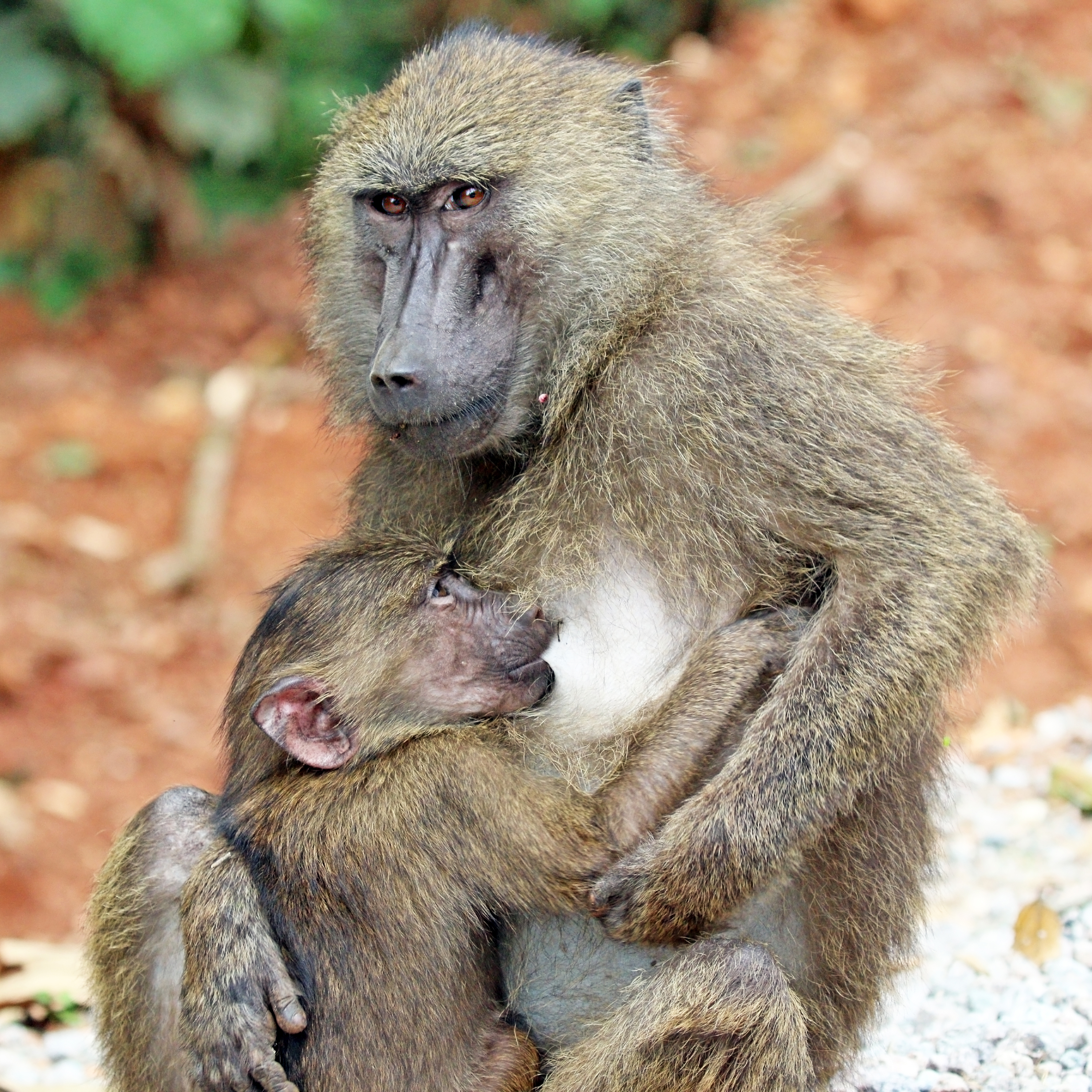
授乳をする雌

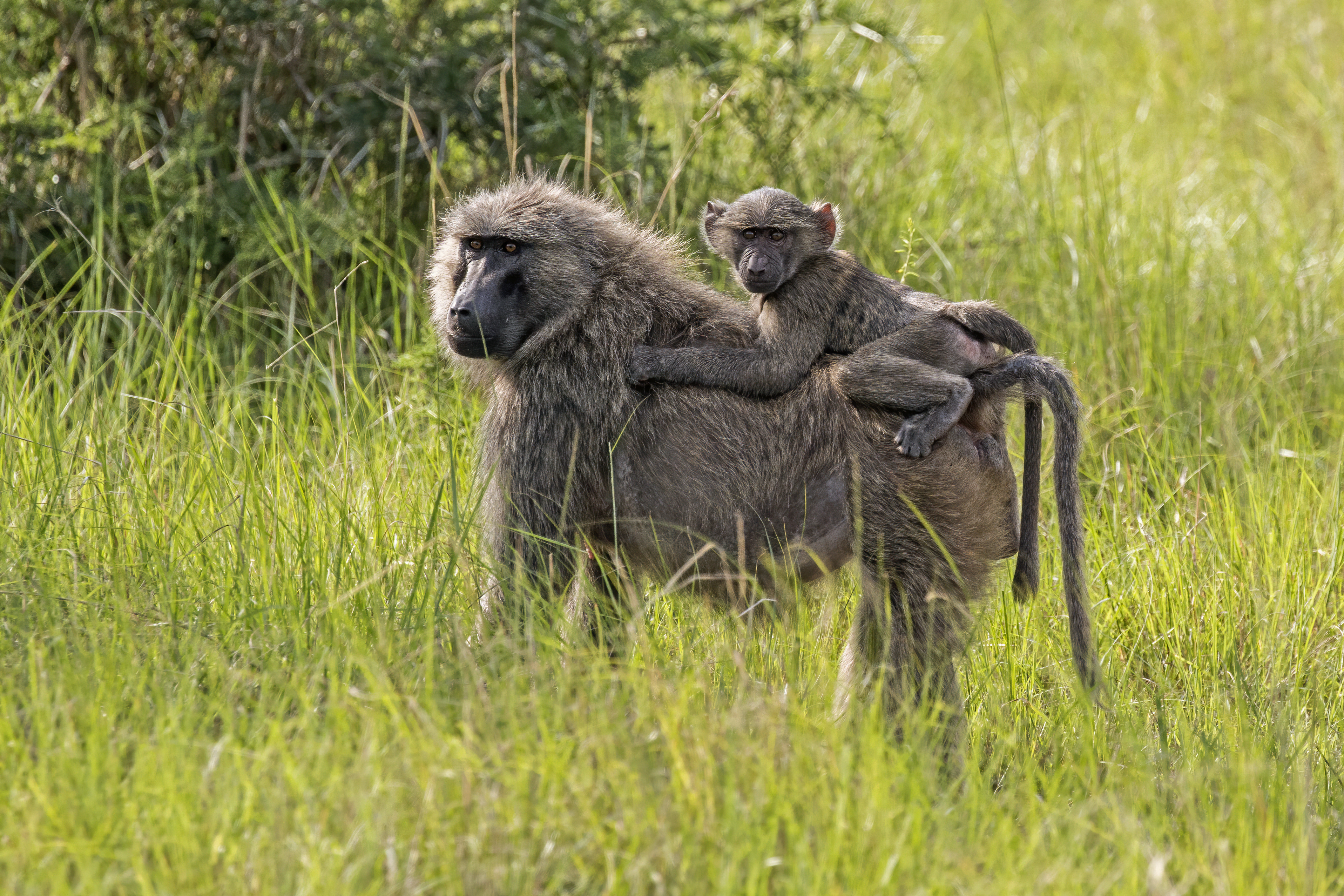
子供を背負った雌

雌は7 - 8歳で性成熟し、雄は7 - 10歳で性成熟する。雌の排卵の始まりは、雌が交尾の準備ができていることを雄に知らせる合図となる。排卵中は雌の性皮が腫れ、明るい赤またはピンク色に変わる。雌は性皮の腫れのために動きにくくなり、微生物や寄生虫に感染する可能性が増加する。性皮の腫れが大きい雌は若いうちに繁殖し、子孫の数も多く、その子孫が生き残る可能性も高い。このような雌は雄を多く引きつけるため、雄同士の激しい争いを引き起こす可能性も高い。ヒヒは乱交的に交尾する傾向がある。雄は発情期の雌とペアを形成し、雌の近くに留まって交尾する。雄は交尾しようとする他の雄からパートナーを守る。雌が複数日にわたる交尾関係にない限り、雌は1日に複数の雄と交尾することがよくある。複数回の交尾は繁殖に必須ではないが、子供の実際の父親を曖昧にする。これにより、子殺しの発生を減らす可能性がある。時々、雄は雌の妊娠可能な期間全体を独占する。その間、雌が他の雄と交尾しないように保護する。

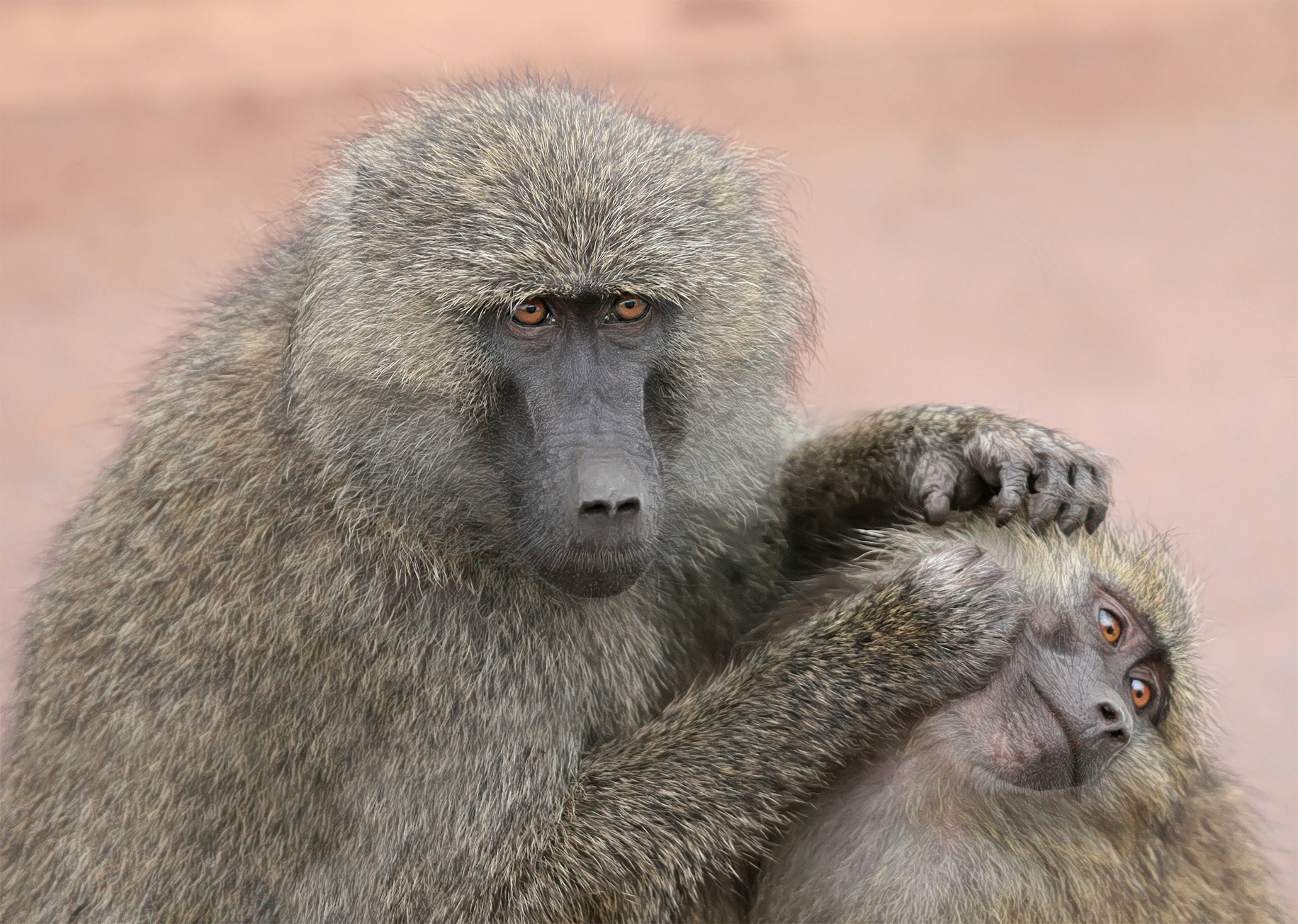
子供の毛づくろいをする成獣

出生時の幼獣は、明るいピンクの皮膚と黒い毛が特徴である。幼獣の主な世話をするのは雌だが、雄も役割を果たす。生後数日間は、幼獣は母親にしがみつくことができず、母親に支えを頼っている。生後1週間までに握力が強くなり、自分で母親にしがみつくことができるようになる。生後2週間までに、幼獣は短時間周囲を探索し始めるが、基本的に母親の近くにとどまる。乳児が母親から離れて過ごす距離は、成長につれて長くなる。一般に、上位の雌は下位の雌よりもリラックスしており、下位の雌は子供を近くに留めておく傾向が高い。この違いは生後約8週間続く。ヒヒは協力的な子育てをしないようだが、雌は自分の子でない幼獣のグルーミングをすることがある。亜成獣や若い雌は、まだ自分の子供を産んでいないため、他の雌の子供の世話をする可能性が高い。未成熟の雌が幼児の世話をする理由の1つとしては、将来の母親としての役割に備えるためである。経験の無い母親から生まれた幼獣は、経験豊富な母親から生まれた個体よりも死亡率が高く、これは子育ての経験が重要であることを示唆している。群れの雄成獣も、血縁関係にある可能性が高いため、幼獣の世話をする。雄は幼獣の毛づくろいをして寄生虫の量を減らし、ストレスを感じているときに落ち着かせる。また、チンパンジーなどの捕食者から幼獣を守ることもある。雄成獣は幼獣を利用し、他の雄に脅かされる可能性を減らすために、しばしば幼獣を盾として使う。

### コミュニケーション

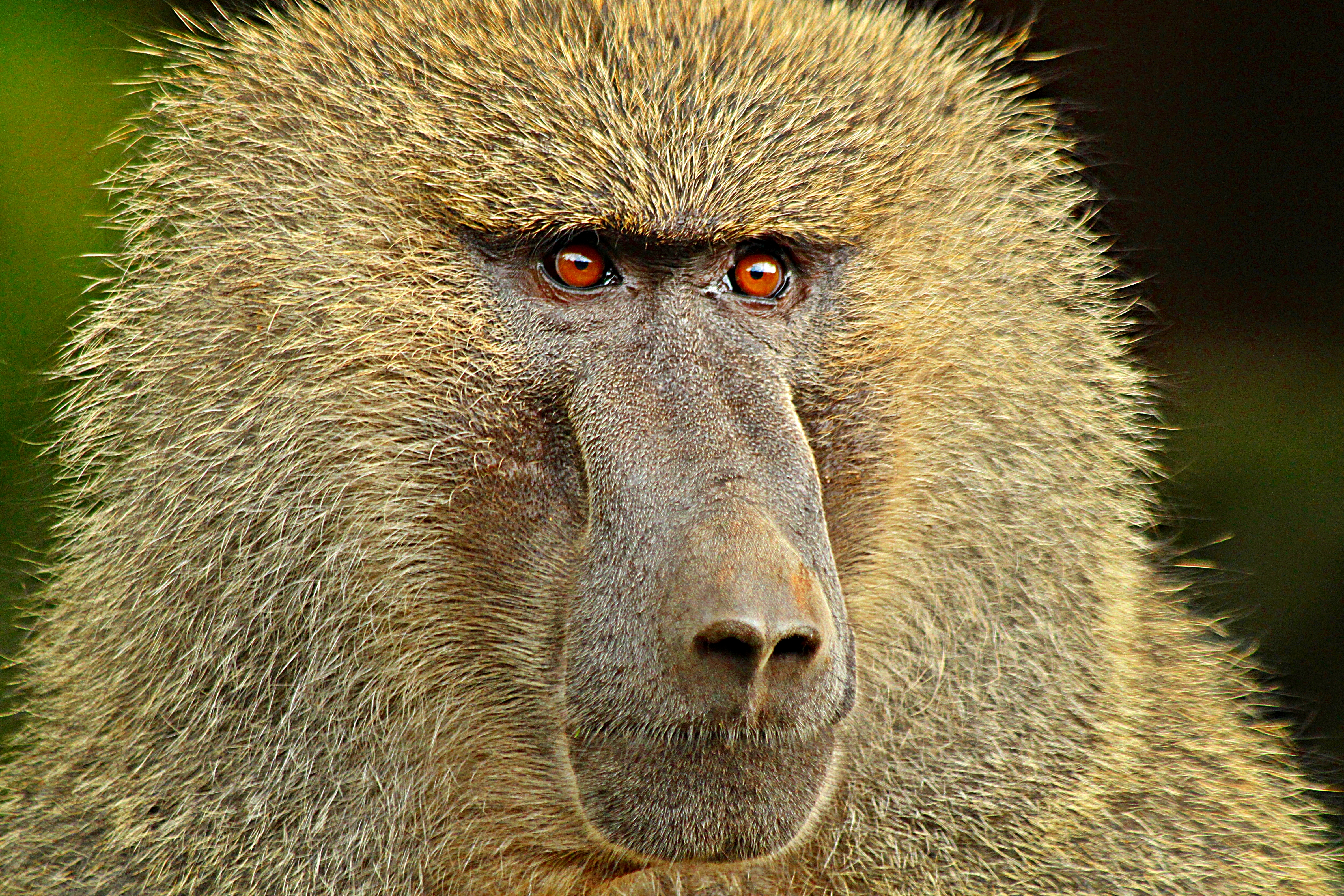
アヌビスヒヒの顔

アヌビスヒヒは様々な発声法と表情でコミュニケーションをとる。1日を通して、あらゆる年齢の個体が基本的なうなり声を発する。成体は様々な鳴き声を出す。雄成獣が互いに威嚇するときには、吠えるようなうなり声を発する。咳のような吠え声は、低空飛行する鳥や知らない人間を目撃したときに発する。ワフーという声は、夜間やストレスの多い状況下において、捕食者や近隣の群れに反応して発する。その他の発声法には、比較的穏やかで攻撃的な遭遇の際に発する、低音量で素早い一連のうなり声、攻撃的な遭遇がエスカレートしたときに発する喘ぐような吠え声、潜在的な脅威が突然現れたときに発する甲高く大きな吠え声、強い感情に反応して発する連続した高音の叫び声などがある。最も一般的な感情表現は唇を鳴らすことであり、これは多くの行動と関連している。耳を平らにする、目を細める、首を振る、顎を叩く、唇を鳴らす、舌を突き出すといった行動は、個体同士が挨拶をするときに使用され、背中を向けることもある。眉を上げる、臼歯をすり合わせる、じっと見つめる、あくびをするといった行動は、他の個体を威嚇するときに使用される。恐ろしい笑み、うずくまって硬直する、尻尾を立てるなどの行動で従順さを示す。

### 摂餌

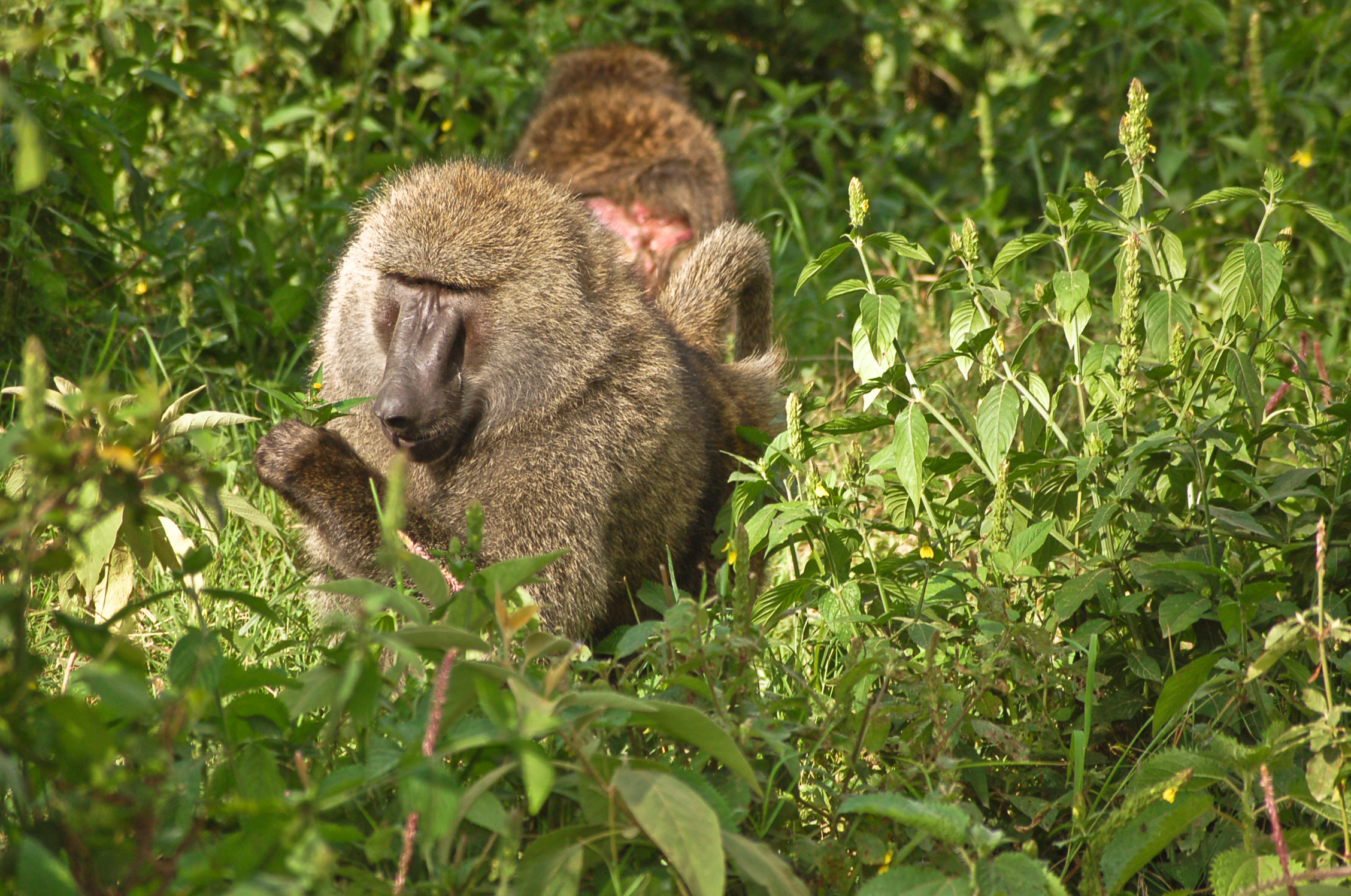
摂餌中の個体

アヌビスヒヒが広く分布している主な理由の1つは、雑食性で何でも食べることである。そのため多様な環境と多様な採餌戦術に適応することができる。草原と森林の個体群では、餌の探し方が異なる。地上、地下、森林の樹冠など、あらゆる場所から餌を探す。通常の動物は1つの環境から餌を探す。例えばキツネザルなどの樹上性の霊長類は、地上で餌を探さない。アヌビスヒヒはできるだけ広い範囲を探し、見つけたものは全て食べる。
多種多様な植物、無脊椎動物、小型哺乳類、鳥類を食べる。植物の葉、草、根、樹皮、花、果実、地衣類、塊茎、種子、球茎、根茎、キノコを食べる。球茎と根茎は、干ばつ時には特に重要である。干ばつ時は草本の栄養価が大幅に失われるからである。砂漠のような乾燥地帯では、昆虫、幼虫、蠕虫、クモ、サソリなどの小型無脊椎動物が食生活の大半を占める。
アヌビスヒヒは小型の齧歯類、鳥類、その他の霊長類などの獲物も積極的に狩る。通常はトムソンガゼルなどの小型のレイヨウが限界であるが、農場の羊、ヤギ、鶏も襲うことがある。これらは狩猟で得た食料の約3分の1に相当する。狩りは通常、雌雄両方が参加する集団行動である。この組織的な狩りは最近発達したようである。ある現地調査では、このような行動は1つの群れの雄から始まり、すべての年齢と性別に広がっていったことが観察された。
エリトリアではゾウと共生関係を築いており、アヌビスヒヒはゾウが掘った水場を利用し、ゾウは樹上のアヌビスヒヒから脅威の警戒を受ける。

## 人間との関係
分布域は広く、個体数も多く、分布域全体での個体数の減少の脅威にさらされていないため、IUCNのレッドリストでは低危険種とされている。しかし競争と病気により、閉鎖的な森林の個体数が減少した可能性がある。他のほとんどのヒヒと同様に、農作物を荒らしたり、家畜を捕食する害獣とされ、定期的に駆除されている。